# Тутурано (Бриндизи)
Тутурано (итал. Tuturano) је насеље у Италији у округу Бриндизи, региону Апулија.
Према процени из 2011. у насељу је живело 3045 становника. Насеље се налази на надморској висини од 46 м.